# 波兰纹章旗

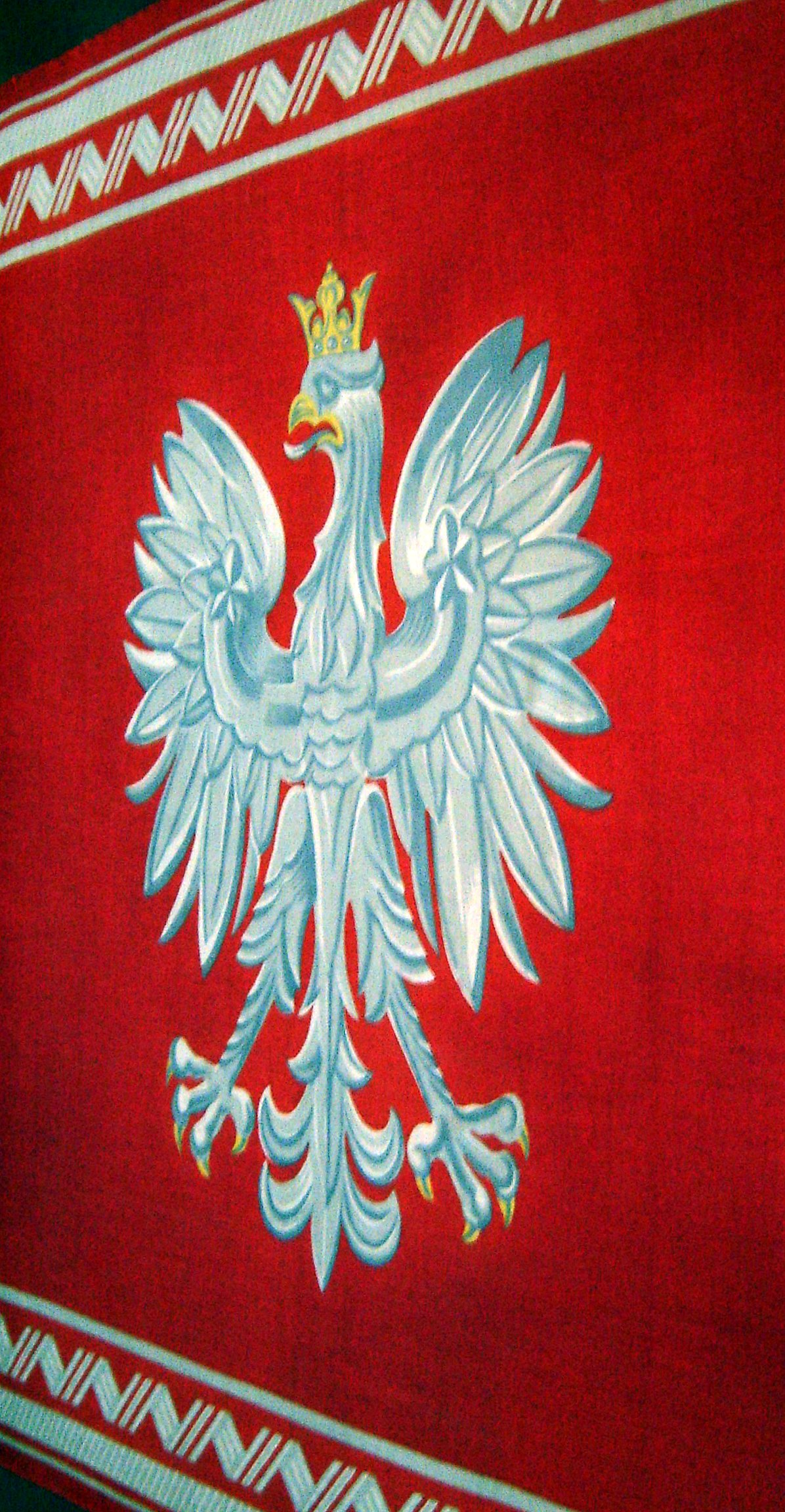
在华沙皇家城堡展出的波兰纹章旗

在波兰历史中的大部分时间段内，波兰纹章旗是波兰国家的主要象征，通常由国家首脑使用。虽然它的设计随时间的变化而改动，但它通常是一面纹章旗，也就是说，它是完全基于国徽设计（红底金冠白鹰）的。纹章旗不应与在1919年被正式使用，由白红两色条纹构成的波兰国旗相混淆。
王室纹章旗最早可以追溯11世纪，它起源于早期斯拉夫文化中一种类似旗的物品。作为王权的象征，它主要用于加冕时或战时。在间战期时，它被作为总统标志的波兰共和国纹章旗所替代。纹章旗并没有被现行（2007年）的波兰国家象征条例所提及，虽然今天的总统旗完全基于间战期时所设计的共和国纹章旗。

## 历史

### 从“罗马军旗”到纹章旗

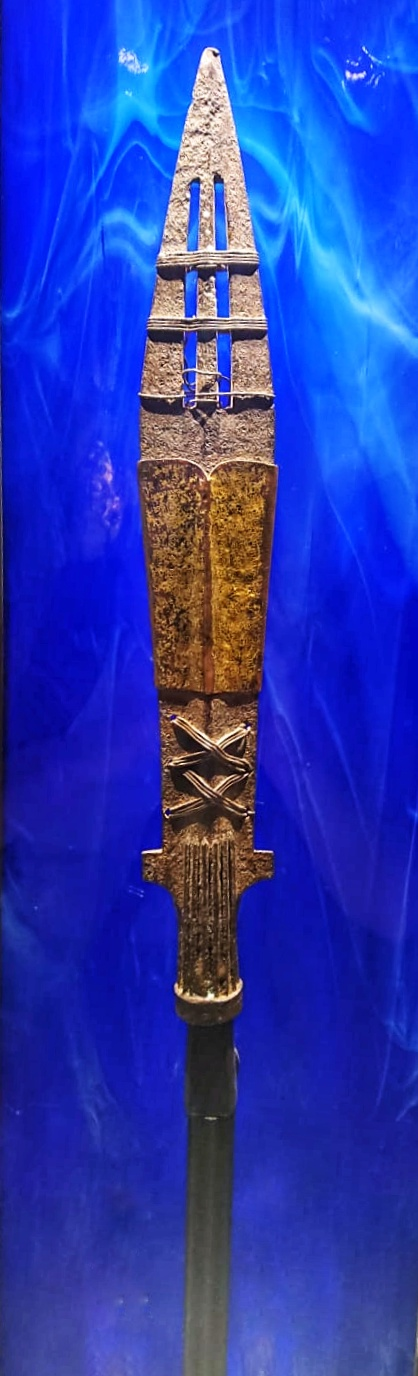
命运之矛的波兰复制品，藏于克拉科夫瓦维尔主教座堂的宝库

波兰纹章旗的起源可以追溯至一种被称为stanice的斯拉夫人军旗，保守估计它最早可能用于10世纪。尽管没有挖出实品，也没有图像可以依据，stanica可能是一面垂直地挂在水平钉在木杆或矛上的横杆上的布，与罗马的军旗（vexillum）很相似。它既是宗教象征，也是军事象征；在平时放在斯拉夫本土宗教寺庙内或寺庙外；到了战时，则作为军队的标志放在战场上。

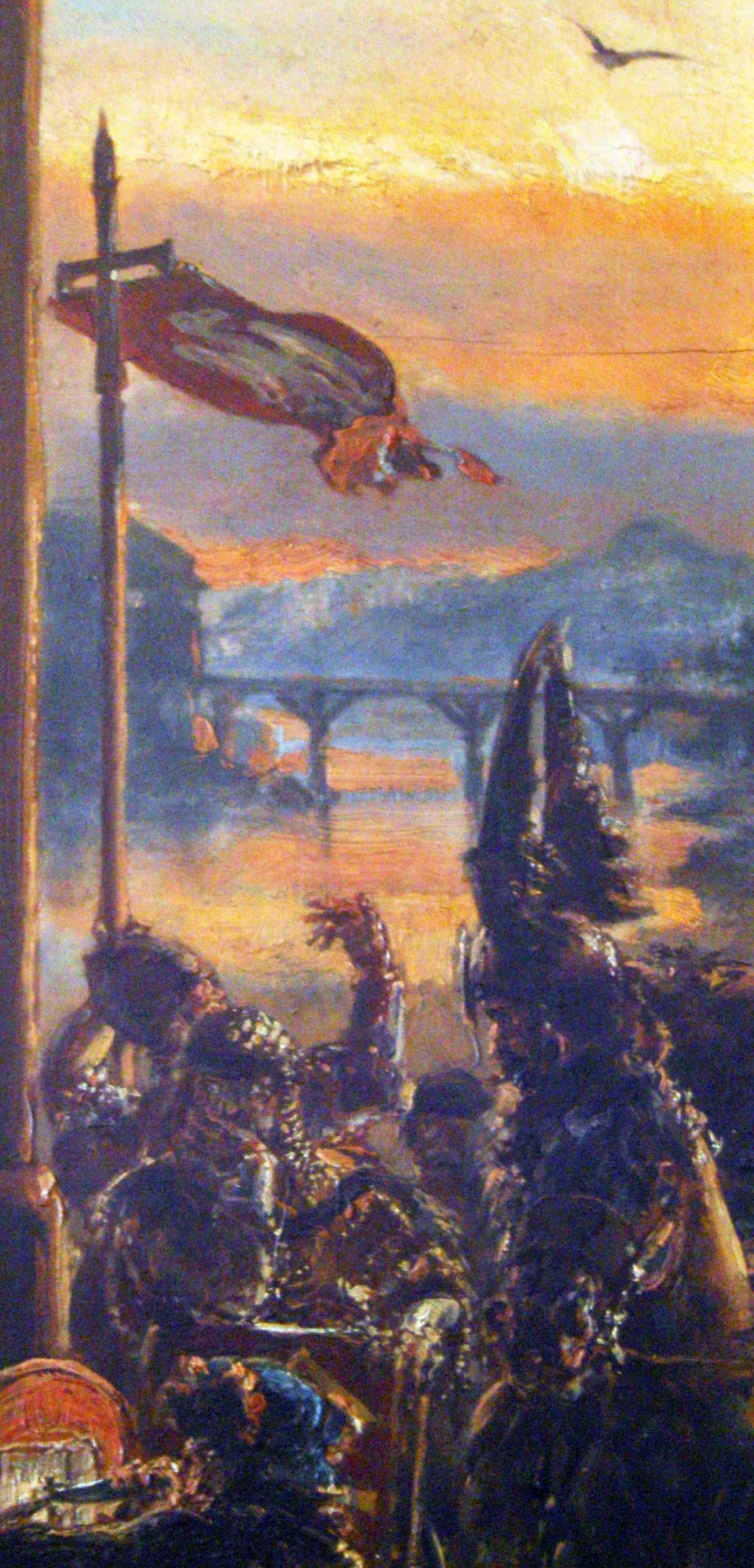
966年的波兰军旗，由扬·马特耶科绘于1889年

在波兰于10世纪末期昄依基督教时，异教的stanice很可能通过将其异教符号替换为基督教徽号或象征圣灵的鸽子来完成其基督化。在公元1000年，神圣罗马帝国皇帝奥托三世向位于1040年之前的波兰首都格涅兹诺的圣阿德尔伯特的坟墓朝拜的途中，他正式将公爵波列斯瓦夫一世立为波兰国王（参见格涅兹诺议会），并送他一支也被称为圣莫里斯之矛的命运之矛的复制品。这个圣髑以及在它上面挂着的军旗也可能是诞生中的波兰王国的第一个标志，与国王波列斯瓦夫统治，及他拥护神圣罗马帝国皇帝的象征。命运之矛仍然留有一个谜团，那就是命运之矛上挂的军旗（当然，如果有的话）究竟画着，或绣着什么图案。
王室纹章旗最早于波列斯瓦夫二世的统治时期（1076年-1079年）被使用。最早记载含有鹰的纹章旗的是温岑蒂·卡德乌贝克的编年史，称公爵卡齐米日二世“在胜利之鹰的标志下”与鲁塞尼亚人交战。公爵普雷梅斯乌二世自1290年起的印章上是统治者拿着饰有戴王冠的鹰的纹章旗，而且他创造了国徽中的白王冠鹰。在瓦迪斯瓦夫一世的统治时期（1320年-1333年）红底白鹰旗最终被确立为波兰王国的纹章旗。在纹章旗中，白鹰朝向的方向各不相同；它的头应该朝上或朝向旗杆。白鹰的样式会因时间的变化引起的流行艺术风格的改变而发生变化。
国家纹章旗与波兰1569年之前的首都所在的小波兰地区的纹章旗一样。所以纹章旗是由克拉科夫旗手举着的，直到后来该项职位被波兰王国王冠领地大旗手（波蘭語：chorąży wielki koronny）所代替。

### 波兰与立陶宛的联合

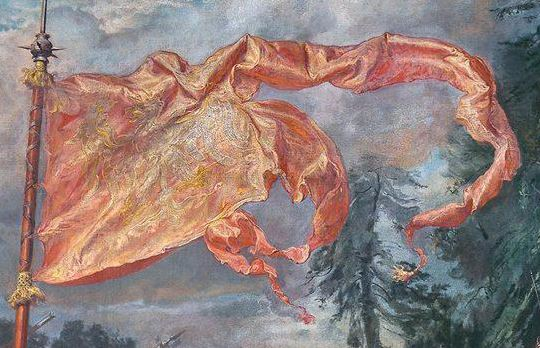
在格伦瓦德之战（1410年）中被撕裂的波兰纹章旗，由扬·马特耶科绘于1878年

约1605年，波兰立陶宛联邦所使用的纹章旗

克拉科夫大旗手中最著名的一位是在1410年格伦瓦德之战中举着国家纹章旗的弗罗齐莫维采的马尔钦（-1442年）。这种带着纹章旗上战场的士兵（chorągiew）是波兰骑士中的精锐，包括黑骑士扎韦沙之类的，有骑士风范的人，成为了明显的标志，他们的旗帜被编年史作者扬·德沃格什称为“克拉科夫领土上的伟大旗帜”，也成为了整个王国的标志。根据德沃格什的说明，在战役中，国家纹章旗从马尔钦的手中滑落，落到地面，但很快被捡起来，被波兰军队的大部分勇敢的骑士将其从毁灭的边缘救回来，并诱使波兰人争取与条顿骑士团的战斗的胜利。

波兰立陶宛联邦国徽的示意图

伴随着与立陶宛大公国的王室合一在1386年确立，在习惯上两面纹章旗——波兰与立陶宛的——被一齐使用，成为同样重要的王权象征。在波兰立陶宛联邦（真正联合）建立的1569年前的16世纪中期，象征完整政体的单一纹章旗也被使用。联邦纹章旗最开始是白底加上由波兰纹章元素（白鹰）和立陶宛纹章元素（白骑士）构成的联邦国徽。在17世纪，纹章旗为分成3或4条白红横条的燕尾旗。获选国王的王室徽章被放在联邦国徽中间。把没有放在纹章里的白鹰和白骑士一齐放在旗底上的旗帜，和将白鹰放在正面，将白骑士放在背面的旗帜也被使用。
但在加冕礼中，联邦两个实体依旧使用各自不同的纹章旗。王冠领地（即波兰）和立陶宛的旗手在去往王室主教座堂的列队中带着卷起来的纹章旗，在那里经过短暂的涂油后，于获选国王的加冕前将纹章旗递给大主教，大主教将纹章旗展开并将它们递给跪下的国王。国王之后站起来再将它们还给旗手。

### 瓜分时代
18世纪末期的瓜分波兰将波兰立陶宛联邦送入灭亡。在1815年，维也纳会议建立了半独立，受到俄罗斯帝国控制且与俄罗斯帝国构成共主邦联的波兰王国（被称为波兰会议王国）。那时的波兰国王（俄罗斯沙皇）使用一种白底，嵌入波兰会议王国国徽——黑色双头俄罗斯鹰，身上带着红底白鹰徽的王室纹章旗。

### 间战期
在1919年，新生的波兰共和国瑟姆（下议院）通过了确定波兰共和国纹章旗的法律（波蘭語：chorągiew Rzeczypospolitej Polskiej）。纹章旗是国家首脑——国家领导人（波蘭語：Naczelnik Państwa）和后来的波兰总统标志的一部分。它是红底，上面饰有戴王冠的白鹰，且在边缘处饰有用于波兰军队，作为将军（波蘭語：generał）军衔的象征的波浪线的旗帜。因为国徽上的白鹰有改动，所以在1927年12月27日纹章旗也被修改。
作为总统权力的象征，在国家首脑与总司令同时到场时，会悬挂纹章旗。它被悬挂于总统官邸上，也被用作车旗放置在总统专车车牌的位置上。纹章旗也被用于国家的特殊时候，比如说1918年在波兹南的伊格纳奇·帕德雷夫斯基的欢迎仪式和1920年在普茨克的波兰恢复波罗的海出海口庆祝仪式。它也在1924年盖在亨里克·辛凯维奇的棺材上，在1925年盖在华沙无名士兵之墓上，在1935年盖在约泽夫·毕苏斯基的棺材上。

### 二战与波兰人民共和国
在德国与苏联於1939年9月入侵波兰后，总统伊格纳奇·莫西奇茨基逃往罗马尼亚，逃亡时，他带着总统标志，包括两面波兰纹章旗。直到波兰共产政权于1989年被推翻之前，纹章旗一直留在伦敦的波兰流亡政府。
同时期，波兰人民共和国使用了包括去除王冠的白鹰与宽边线的改进型纹章旗。它在1945年格伦瓦德之战的周年庆祝中被第一次使用。虽然在1955年被正式废除，事实上纹章旗被总理使用，并在1960年代被这时的集体领导制中的国家委员会使用。

### 第三共和国

基于过去的波兰第二共和国纹章旗的总统旗

在1990年12月22日，最后一位波兰流亡政府总统雷沙尔德·卡乔罗夫斯基将包括在1939年被莫西奇茨基挽救于战火下的一面纹章旗的总统标志交给波兰战后的第一位民选总统列赫·瓦文萨。在华沙王室城堡举行的庆典被视作是第三共和国与战前的第二共和国的延续性的标志。但是自那时关于国家象征的法律调整不再承认国家纹章旗后，由卡乔罗夫斯基带来的纹章旗不再成为总统的标志，而是以献给王室城堡博物馆，并公开展出作为代替。其他两面纹章旗留在了伦敦的西科尔斯基学会。今天，绣有战前共和国纹章旗元素的一块基里姆地毯被悬挂在上议院总统席的正对面。
在1996年，国防部设立波兰共和国总统旗，以在总司令登舰时，可以将它悬挂于波兰海军舰艇上。总统旗的设计与过去的波兰共和国纹章旗相同。在2005年，总统旗的使用被延伸到波兰空军的所有支部。它在2005年5月3日在华沙无名英雄纪念碑举行宪法日庆祝时被第一次悬挂于陆地上。